# Wilkowiczki (Toszek)
Wilkowiczki (deutsch Klein Wilkowitz, 1936–1945 Wölfingen) ist eine Ortschaft in Oberschlesien in der Gemeinde Toszek (Tost) im Powiat Gliwicki der Woiwodschaft Schlesien in Polen.

## Geografie

### Geografische Lage
Wilkowiczki liegt vier Kilometer östlich vom Gemeindesitz Toszek, 19 Kilometer nordwestlich von der Kreisstadt Gliwice (Gleiwitz) und 38 Kilometer nordwestlich von der Woiwodschaftshauptstadt Katowice.

### Nachbarorte
Nachbarorte von Wilkowiczki sind im Westen Toszek (Tost), im Norden Kotliszowice (Kottlischowitz) und im Osten Zacharzowice (Sacharsowitz).

### Ortsteile
- Las
- Łączki

## Geschichte
Bei der Volksabstimmung in Oberschlesien am 20. März 1921 stimmten 86 Wahlberechtigte für einen Verbleib bei Deutschland und 76 für Polen. Klein Wilkowitz verblieb beim Deutschen Reich. 1933 lebten im Ort 372 Einwohner. Am 12. Februar 1936 wurde der Ort in Wölfingen umbenannt. 1939 hatte der Ort 361 Einwohner. Bis 1945 befand sich der Ort im Landkreis Tost-Gleiwitz.
1945 kam der bisher deutsche Ort unter polnische Verwaltung und wurde in Wilkowiczki umbenannt und der Woiwodschaft Schlesien angeschlossen. 1950 kam der Ort zur Woiwodschaft Kattowitz. 1999 kam der Ort zum wiedergegründeten Powiat Gliwicki und zur neuen Woiwodschaft Schlesien.